# Sandra Steingraber
Sandra Steingraber (Illinois, 27 de agosto de 1959) é uma bióloga americana, autora e sobrevivente de câncer. Steingraber escreve e dá palestras sobre os fatores ambientais que contribuem para os problemas de saúde reprodutiva e as relações ambientais com o câncer.

## Primeiros anos
Steingraber foi adotado quando criança. Ela cresceu e passou a maior parte de sua infância em Condado de Tazewell, Illinois. Sua mãe era microbiologista e seu pai era professor universitário. Seus pais inculcaram nela o interesse pelo desenvolvimento sustentável e pela agricultura orgânica desde tenra idade.
Aos 20 anos, Steingraber desenvolveu câncer de bexiga. Em vários de seus livros, ela descreve um aparente aglomerado de câncer em sua cidade natal e dentro de sua família
Depois que seu câncer entrou em remissão, Steingraber completou sua graduação em biologia pela Illinois Wesleyan University. Ela trabalhou por vários anos como pesquisadora de campo, eventualmente obtendo seu doutorado em biologia pela Universidade de Michigan. Steingraber também possui mestrado em inglês pela Illinois State University.

## Carreira
Steingraber fez parte do corpo docente da Cornell University e é Distinguished Visiting Scholar na Divisão de Estudos Interdisciplinares e Internacionais do Ithaca College, em Ithaca, Nova York. Ela realizou bolsas de visita na Universidade de Illinois, Radcliffe/Harvard e Northeastern University, e atuou no Plano de Ação Nacional sobre Câncer de Mama do presidente Bill Clinton.

## Ativismo

### Vivendo a jusante
Em seu livro de 1997, Living Downstream, Steingraber combina anedotas e descrições de poluição industrial e agrícola com dados da literatura científica e médica para avaliar a relação entre fatores ambientais e câncer. Steingraber critica o desequilíbrio entre o financiamento dedicado a estudos de predisposição genética ao câncer versus estudos de contribuições ambientais. O livro afirma que, embora pouco possamos fazer para mudar nossa herança genética, muito pode ser feito para reduzir a exposição humana a carcinógenos ambientais.

Seu trabalho Living Downstream: An Ecologist Looks at Cancer and the Environment, reflete os ideais que Rachel Carson expressou em seu livro seminal, Silent Spring. Carson discute uma mulher com câncer de bexiga e investiga como e por que o câncer está ligado ao meio ambiente. Steingraber enfatiza questões como como os pesticidas químicos chegam aos corpos humanos. Ela afirma: "em 1996, um estudo investigou o excesso de seis vezes de câncer de bexiga entre trabalhadores expostos anos antes a o-toluidina e anilina no departamento de produtos químicos de borracha de uma fábrica no norte do estado de Nova York. Os níveis desses contaminantes estão agora dentro dos limites legais do local de trabalho e, no entanto, as amostras de sangue e urina coletadas dos funcionários atuais contêm um número substancial de adutos de DNA e níveis detectáveis de o-toluidina e anilina".
"Nos 89% de Illinois que são terras agrícolas, cerca de 54 milhões de libras de pesticidas sintéticos são aplicados a cada ano. Introduzidos em Illinois no final da Segunda Guerra Mundial, esses venenos químicos se familiarizaram silenciosamente com a paisagem. Em 1950, menos de 10% dos campos de milho foram pulverizados com pesticidas. Em 1993, 99% foram tratados quimicamente" (página 5).
Living Downstream é a base para um documentário da The People's Picture Company que narra as lutas de Steingraber como sobrevivente do câncer e suas contribuições como ecologista e ativista de prevenção do câncer.
Em 18 de março de 2013, Steingraber foi preso junto com outros nove manifestantes por bloquear a entrada da instalação de gás natural Inergy perto de Ithaca para protestar contra "a industrialização dos Finger Lakes". Depois de se recusarem a pagar uma multa, Steingraber e dois outros membros do "Seneca Lake 12" receberam sentenças de 15 dias. Steingraber cumpriu 10 dias na prisão do condado de Chemung, na cidade de Elmira, antes de ser libertada.
Em 29 de outubro de 2014, enquanto participava da campanha de desobediência civil, chamada We Are Seneca Lake, Steingraber foi preso novamente com outros nove manifestantes nos portões de Crestwood Midstream (anteriormente Inergy) por invadir e bloquear um caminhão de produtos químicos, o que resultou em uma acusação adicional de conduta desordeira. Em 19 de novembro, no Tribunal da Cidade de Reading, ela foi condenada a 15 dias de prisão depois de se recusar a pagar a multa. Ela serviu 8 dias na prisão do condado de Chemung e foi libertada. Steingraber detalhou sua experiência em um artigo da Ecowatch, "Por que estou na cadeia".
Dr. Steingraber foi o tema do documentário de 2018, Unfractured.

## Vida pessoal
Steingraber vive em Trumansburg, Nova York, com o marido Jeff de Castro, escultor e especialista em restauração de arte, com seus dois filhos.  Em julho de 2019, Sandra Steingraber anunciou em um ensaio que ela era gay, cronometrando seu anúncio para coincidir com o dia LGBT STEM.

## Premios e honras
- 1997 — Nomeada a Ms. Magazine Mulher do Ano.[13]
- 1998 — Primeiro Prêmio Altman anual para "o uso inspirador e poético da ciência para elucidar as causas do câncer", da Fundação Jenifer Altman
- 1998 — Will Solimene Award por "excelência em comunicação médica" do capítulo da Nova Inglaterra da American Medical Writers Association.[13]
- 1999 — Sierra Club anunciou Steingraber como "a nova Rachel Carson".[13]
- 2001 — Prêmio Bienal de Liderança Rachel Carson do Chatham College, alma mater de Rachel Carson .[14]
- 2006 — Recebeu o "Hero Award" do Breast Cancer Fund junto com Teresa Heinz Kerry . Em reconhecimento para homenagear e agradecer publicamente aqueles que ajudaram significativamente a avançar em nossa missão de identificar e eliminar as causas ambientais – e evitáveis – do câncer de mama.[15]
- 2008 — Doutor Honorário em Letras (D.Litt.) concedido pelo Lycoming College, Williamsport, PA, em reconhecimento à excelência em pesquisa e redação.
- 2010 — Nomeado um dos "25 visionários que estão mudando seu mundo" pela revista Utne Reader .[16]
- 2012 — Recebeu o 17º Prêmio Anual Heinz com foco especial no meio ambiente[17][18]
- 2013 — Recebeu o título honorário de Doutor em Letras Humanas. prêmio pela SUNY College of Environmental Science & Forestry[19]
- 2015 — Recebeu o prêmio Elliott-Black da American Ethical Union "por proteger nosso planeta e informar outras pessoas sobre como se tornar ativo. . ."[20]
- 2015 — Recebeu o "Prêmio Barbara Brenner Hell Raiser" da Breast Cancer Action por lançar "uma luz sobre as ligações entre produtos químicos tóxicos e câncer de mama" e por trazer seu "conhecimento acadêmico para o mundo real por meio de advocacia política e ação direta".[21]